# Ленино (Холм-Жирковский район)
 Ленино— деревня в Смоленской области России, в Холм-Жирковском районе. Население — 31 житель (2007 год). Расположена в северной части области в 5 км к северу от Холм-Жирковского, у автодороги Холм-Жирковский – Владимирский Тупик. 
Входит в состав Лехминского сельского поселения.

## История
Впервые упоминается в XVII веке, как село Жирково, принадлежавшее Дворцовой государственной вотчине. По преданию в первой половине XVII века оно принадлежало помещику Жиркову, откуда и появилось название. 
В 1622 году в селе была построена церковь Покрова пресвятой Богородицы и село стало называться Покров, но ввиду того, что в Бельском уезде уже было село Покров, официально название стало двойное Покров-Жирков. 
В 1797 известный граф и русский дипломат Никита Панин построил в селе каменную церковь. 
С 1861 года село становится центром Покровской волости куда входило 24 сельских общества. Проводились осенняя и весенняя ярмарки, в селе была школа, винокуренный завод, лавки, 2 мельницы. 
В 1917 году село стало центром революционного движения, в нём был создан волостной совет Крестьянских депутатов.

## Достопримечательности
- Библиотека-краеведческий музей.